# Mistrzostwa Świata Juniorów w Bobslejach 2021
Mistrzostwa Świata Juniorów w Bobslejach 2021 – zawody o tytuł mistrza świata juniorów w bobslejach. Odbyły się w dniach 22–24 stycznia 2021 roku w szwajcarskim Sankt Moritz. Na mistrzostwach rozegrane zostały trzy konkurencje: dwójka kobiet, dwójka mężczyzn oraz czwórka mężczyzn.

## Wyniki

### Dwójka kobiet
| Miejsce | Zawodniczki                              | Państwo    | 1. ślizg | 2. ślizg | Czas    | Strata |
| ------- | ---------------------------------------- | ---------- | -------- | -------- | ------- | ------ |
| 01 !    | Laura Nolte Deborah Levi                 | Niemcy     | 1:10,08  | 1:09,47  | 2:19,55 | –      |
| 02 !    | Lisa Buckwitz Cynthia Kwofie             | Niemcy     | 1:10,33  | 1:09,69  | 2:20,02 | +0,47  |
| 03 !    | Melanie Hasler Nadja Pasternack          | Szwajcaria | 1:10,59  | 1:09,92  | 2:20,51 | +0,96  |
| 4.      | Lubow Czernych Julija Biełomiestnych     | Rosja      | 1:11,15  | 1:10,42  | 2:21,57 | +2,02  |
| 5.      | Margot Boch Madison Stringer             | Francja    | 1:11,32  | 1:10,60  | 2:21,92 | +2,37  |
| 6.      | Anne Lobenstein Viktoria Dönicke         | Niemcy     | 1:11,39  | 1:10,61  | 2:22,00 | +2,45  |
| 7.      | Anastasija Dudkina Aleksandra Tarasowa   | Rosja      | 1:11,24  | 1:10,77  | 2:22,01 | +2,46  |
| 8.      | Anastasija Makarowa Anastasija Kuryszewa | Rosja      | 1:11,36  | 1:10,76  | 2:22,12 | +2,57  |
| 9.      | Bianca Ribi Niamh Haughey                | Kanada     | 1:12,03  | 1:11,29  | 2:23,32 | +3,77  |
| 10.     | Viktória Čerňanská Patrícia Horvathová   | Słowacja   | 1:12,48  | 1:12,07  | 2:24,55 | +5,00  |

### Dwójka mężczyzn
| Miejsce | Zawodnicy                                     | Państwo    | 1. ślizg | 2. ślizg | Czas    | Strata |
| ------- | --------------------------------------------- | ---------- | -------- | -------- | ------- | ------ |
| 01 !    | Hans Peter Hannighofer Christian Röder        | Niemcy     | 1:07,64  | 1:07,53  | 2:15,17 | –      |
| 02 !    | Michael Vogt Sandro Michel                    | Szwajcaria | 1:07,64  | 1:07,83  | 2:15,47 | +0,30  |
| 03 !    | Mihai Cristian Tentea Nicolae Ciprian Daroczi | Rumunia    | 1:08,03  | 1:08,16  | 2:16,19 | +1,02  |
| 4.      | Maximilian Illmann Eric Strauss               | Niemcy     | 1:08,02  | 1:08,18  | 2:16,20 | +1,03  |
| 5.      | Jonas Jannusch Henrik Bosse                   | Niemcy     | 1:08,14  | 1:08,08  | 2:16,22 | +1,05  |
| 6.      | Cedric Follador Andreas Haas                  | Szwajcaria | 1:08,21  | 1:08,21  | 2:16,42 | +1,25  |
| 7.      | Emils Cipulis Arnis Bebriss                   | Łotwa      | 1:08,22  | 1:08,79  | 2:17,01 | +1,84  |
| 8.      | Ralfs Bērziņš Edgars Nemme                    | Łotwa      | 1:08,39  | 1:08,79  | 2:17,18 | +2,01  |
| 9.      | Timo Rohner Luca Rolli                        | Szwajcaria | 1:08,40  | 1:08,83  | 2:17,23 | +2,06  |
| 10.     | Dāvis Kaufmanis Ivo Dans Kleinbergs           | Łotwa      | 1:08,60  | 1:09,48  | 2:18,08 | +2,91  |

### Czwórka mężczyzn
| Miejsce | Zawodnicy                                                                         | Państwo    | 1. ślizg | 2. ślizg | Czas    | Strata |
| ------- | --------------------------------------------------------------------------------- | ---------- | -------- | -------- | ------- | ------ |
| 01 !    | Michael Vogt Silvio Weber Sandro Michel Andreas Haas                              | Szwajcaria | 1:05,16  | 1:05,09  | 2:10,25 | –      |
| 02 !    | Jonas Jannusch Henrik Bosse Max Neumann Bastian Heber                             | Niemcy     | 1:05,70  | 1:05,41  | 2:11,11 | +0,86  |
| 03 !    | Maximilian Illmann Hannes Schenk Felix Dahms Eric Strauss                         | Niemcy     | 1:05,61  | 1:05,64  | 2:11,25 | +1,00  |
| 4.      | Hans Peter Hannighofer Christian Röder Tim Gessenhardt Paul Hensel                | Niemcy     | 1:05,96  | 1:05,34  | 2:11,30 | +1,05  |
| 5.      | Cedric Follador Nicola Mariani Dominik Hufschmid Oliver Gyger                     | Szwajcaria | 1:05,89  | 1:05,56  | 2:11,45 | +1,20  |
| 6.      | Mihai Cristian Tentea Raul Constantin Dobre Nicolae Ciprian Daroczi Cristian Radu | Rumunia    | 1:06,02  | 1:05,53  | 2:11,55 | +1,30  |
| 7.      | Aleksandr Bredichin Georgij Kuzmienko Władisław Żarowcew Michaił Mordasow         | Rosja      | 1:05,94  | 1:06,01  | 2:11,95 | +1,70  |
| 8.      | Ralfs Bērziņš Arnis Bebriss Lauris Kaufmanis Edgars Nemme                         | Łotwa      | 1:06,28  | 1:05,79  | 2:12,07 | +1,82  |
| 9.      | Timo Rohner Noe van Messel Luca Rolli Marco Obrist                                | Szwajcaria | 1:06,22  | 1:05,98  | 2:12,20 | +1,95  |
| 10.     | Wiaczesław Popow Dmitrij Abramow Andriej Andrianow Jegor Griaznow                 | Rosja      | 1:06,81  | 1:06,51  | 2:13,32 | +3,07  |